# Paramphiascella invaginata
Paramphiascella invaginata is een eenoogkreeftjessoort uit de familie van de Miraciidae. De wetenschappelijke naam van de soort is voor het eerst geldig gepubliceerd in 1926 door Monard.